# Drobin (gmina)
Drobin – gmina miejsko-wiejska w Polsce położona województwie mazowieckim, w powiecie płockim. W latach 1975–1998 gmina należała administracyjnie do województwa płockiego.
Siedzibą gminy jest Drobin.
30 czerwca 2004 gminę zamieszkiwały 8614 osoby. Natomiast według danych z 31 grudnia 2017 roku gminę zamieszkiwało 8024 osób.
Za czasów Królestwa Polskiego gmina należała do powiatu płockiego w guberni płockiej. 1 stycznia?/13 stycznia 1870 do gminy przyłączono pozbawiony praw miejskich Drobin.

## Struktura powierzchni
Według danych z roku 2002 gmina Drobin ma obszar 143,19 km², w tym:
- użytki rolne: 89%
- użytki leśne: 5%

Gmina stanowi 7,96% powierzchni powiatu.

## Demografia

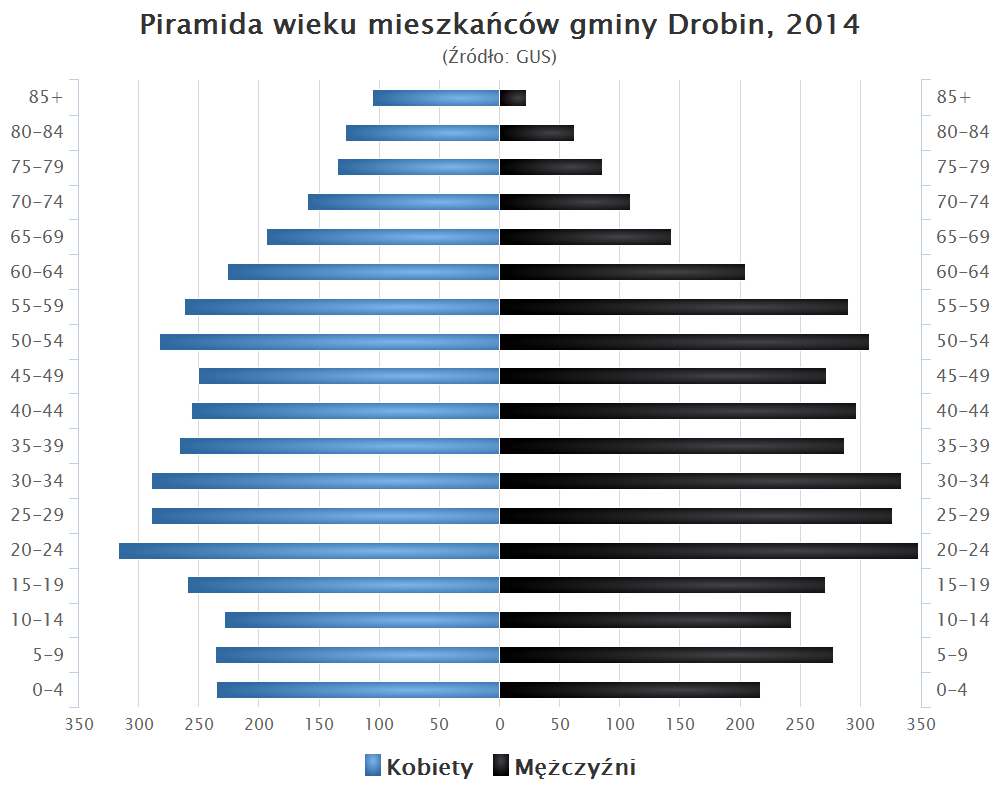
Piramida wieku mieszkańców gminy Drobin w 2014 roku

Dane z 30 czerwca 2004:
| Opis                              | Ogółem | Ogółem | Kobiety | Kobiety | Mężczyźni | Mężczyźni |
| --------------------------------- | ------ | ------ | ------- | ------- | --------- | --------- |
| jednostka                         | osób   | %      | osób    | %       | osób      | %         |
| populacja                         | 8614   | 100    | 4361    | 50,6    | 4253      | 49,4      |
| gęstość zaludnienia (mieszk./km²) | 60,2   | 60,2   | 30,5    | 30,5    | 29,7      | 29,7      |

## Sołectwa
Biskupice, Borowo, Brelki, Brzechowo, Budkowo, Chudzynek, Chudzyno, Cieszewko, Cieszewo, Cieśle, Dobrosielice Drugie, Dobrosielice Pierwsze, Dziewanowo, Karsy, Kłaki, Kowalewo, Kozłowo, Kozłówko, Krajkowo, Kuchary, Łęg Kościelny (sołectwa: Łęg Kościelny I i Łęg Kościelny II), Łęg Probostwo, Maliszewko, Małachowo, Kostery, Mogielnica (sołectwa: Mogielnica i Mogielnica-Kolonia), Nagórki Dobrskie, Nagórki-Olszyny, Niemczewo, Nowa Wieś (sołectwa: Nowa Wieś i Siemki), Psary, Rogotwórsk, Setropie, Siemienie, Sokolniki, Stanisławowo, Świerczyn, Świerczyn-Bęchy, Świerczynek (sołectwa: Świerczynek I i Świerczynek II), Tupadły, Warszewka, Wilkęsy, Wrogocin.

## Sąsiednie gminy
Bielsk, Raciąż, Staroźreby, Zawidz